# Perry DeAngelis
Perry J. DeAngelis, född 22 augusti 1963 i Bridgeport i Connecticut, död 19 augusti 2007 i New Haven i Connecticut, var en amerikansk skeptiker och poddradioprogramledare. Han var medgrundare till både New England Skeptical Society och The Skeptics' Guide to the Universe.

## Biografi
DeAngelis föddes 1963 i Bridgeport, föräldrarna var Lawrence och Marie Cook DeAngelis. Han studerade vid New York University och arbetade därefter som fastighetsförvaltare åt sin far.
DeAngelis växte upp i en katolsk familj men var trots detta ateist.
Preey DeAngelis avled 19 augusti 2007 i långvarig sklerodermi.

## New England Skeptical Society
1996 så grundade DeAngelis, Steven Novella, och Bob Novella The Connecticut Skeptical Society efter att de upptäckte att det inte fanns någon lokal skeptikerförening i delstaten. Senare gick man samman med Skeptical Inquirers of New England (SINE) och New Hampshire Skeptical Resource och blev New England Skeptical Society.
DeAngelis, tillsammans med New England Skeptical Society, undersökte historierna från Ed och Lorraine Warren. DeAngelis och Novella trodde att Warrens aldrig avsiktligt skulle skada någon, men att deras verksamhet bidrog till att förvirra allmänhetens vetenskapsförståelse och förstärka vanföreställningar.